# Odluka o raskidu državnopravnih sveza s ostalim republikama i pokrajinama SFRJ
Hrvatski je sabor dana 8. listopada 1991. godine jednoglasno donio Odluku o raskidu svih državnopravnih veza Republike Hrvatske s ostalim republikama i pokrajinama SFRJ.
Sabor je pritom utvrdio da Republika Hrvatska više ne smatra legitimnim i legalnim ni jedno tijelo dotadašnje SFRJ te da ne priznaje valjanim niti jedan pravni akt bilo kojeg tijela koje nastupa u ime bivše federacije, koja više kao takva ne postoji.
Ta je odluka Hrvatskog sabora donesena nakon što je prethodnog dana istekao tromjesečni moratorij na postupak razdruživanja Republike Hrvatske s ostalim republikama i pokrajinama bivše države, a koji je počeo 25. lipnja 1991. godine donošenjem najvažnijeg državnopravnog akta Sabora o nezavisnosti Republike Hrvatske, Ustavne odluke o suverenosti i samostalnosti Republike Hrvatske.
Brijunska deklaracija od 7. srpnja, potpisana od hrvatskog i slovenskog izaslanstva s jedne strane i srpskog (jugoslavenskog) s druge strane, je donesena na zahtjev Europske zajednice kako bi se jugoslavenska kriza pokušala riješiti mirnim putem. Istog dana kada je istekao moratorij na postupak razdruživanja republika i pokrajina propale SFRJ, 7. listopada, zrakoplovi JNA bombardirali su povijesnu jezgru Zagreba i Banske dvore u kojima je bilo smješteno tadašnje državno vodstvo na čelu s predsjednikom dr. Franjom Tuđmanom. Zbog tih okolnosti i mogućih novih zračnih napada na Zagreb, sjednica svih triju tadašnjih saborskih vijeća je održana 8. listopada 1991. godine u podrumu Inine zgrade u Šubićevoj ulici u Zagrebu.
U Republici Hrvatskoj se spomen na dan donošenja ove odluke ranije obilježavao kao Dan neovisnosti.

## Poveznica
- Tekst odluke na Wikizvoru